# 天目町
天目町（てんもくちょう）は、愛知県名古屋市港区の地名。丁番を持たない単独町名である。住居表示未実施地域。

## 地理
名古屋市港区南西端部に位置する。東は小川四丁目、西は蟹江町、南は飛島村、北は南陽町茶屋後新田に接する。

## 歴史

### 町名の由来
東本願寺別院の所領であった時期があり、収穫された米を天目茶碗に盛って仏前に供えたことに由来するとされる。

### 沿革
- 1981年（昭和56年）3月7日 - 港区南陽町小川新田の一部により、同区天目町として成立[1]。
- 1977年（昭和52年）8月 - 中川金属工業団地において、福田工業の新工場が操業を開始[WEB 6]。

## 世帯数と人口
2019年（平成31年）3月1日現在の世帯数と人口は以下の通りである。なお、世帯数はごくわずかな為、省略。
| 町丁   | 世帯数 | 人口 |
| ------ | ------ | ---- |
| 天目町 | -      | 13人 |

## 学区
市立小・中学校に通う場合、学校等は以下の通りとなる。また、公立高等学校に通う場合の学区は以下の通りとなる。
| 番・番地等 | 小学校                 | 中学校               | 高等学校 |
| ---------- | ---------------------- | -------------------- | -------- |
| 全域       | 名古屋市立西福田小学校 | 名古屋市立南陽中学校 | 尾張学区 |

## 施設
- 中川金属工業団地[2]
- 茶屋後排水機場[2]
- 八字公園

1993年（平成5年）4月1日供用開始の公園。

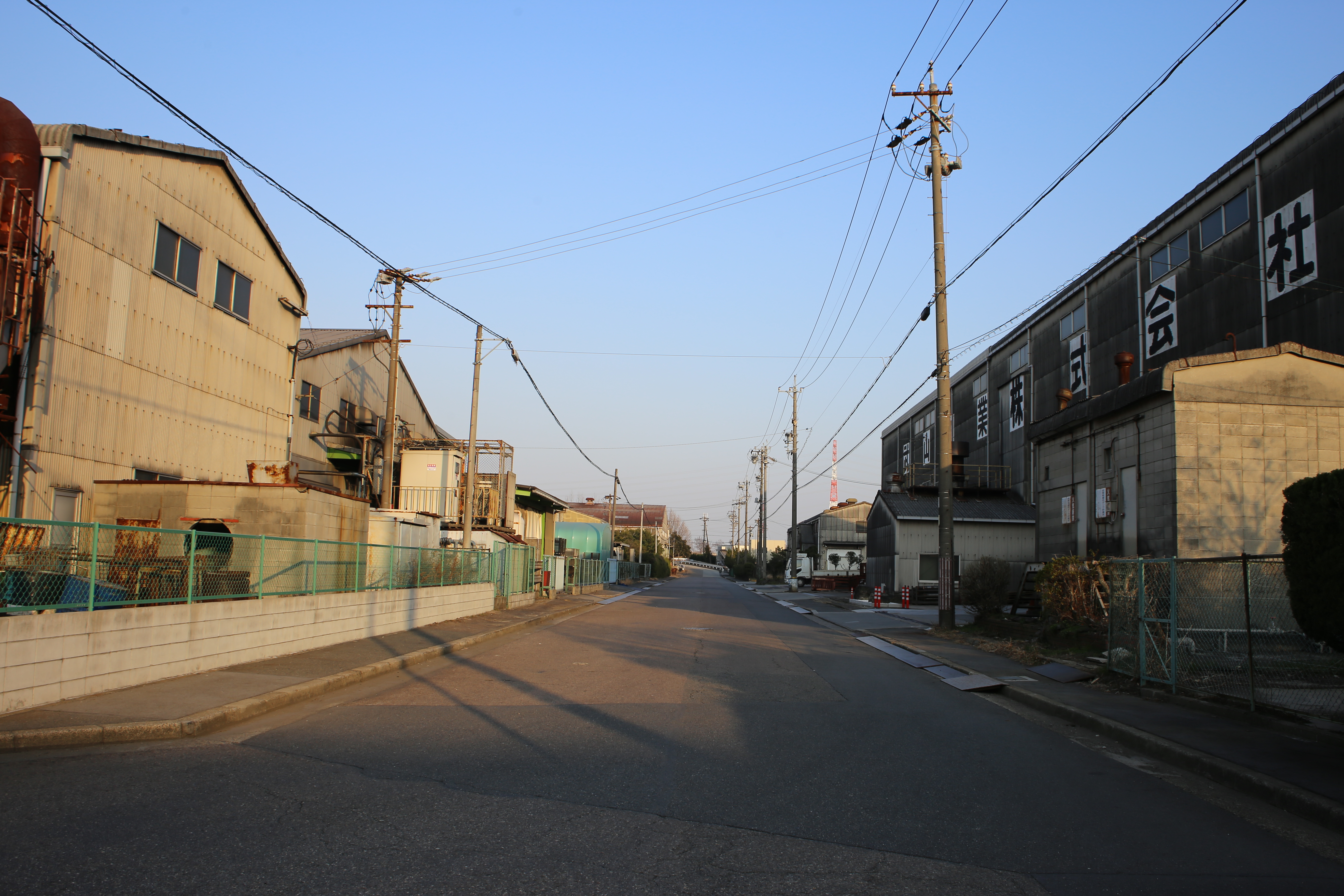
中川金属工業団地
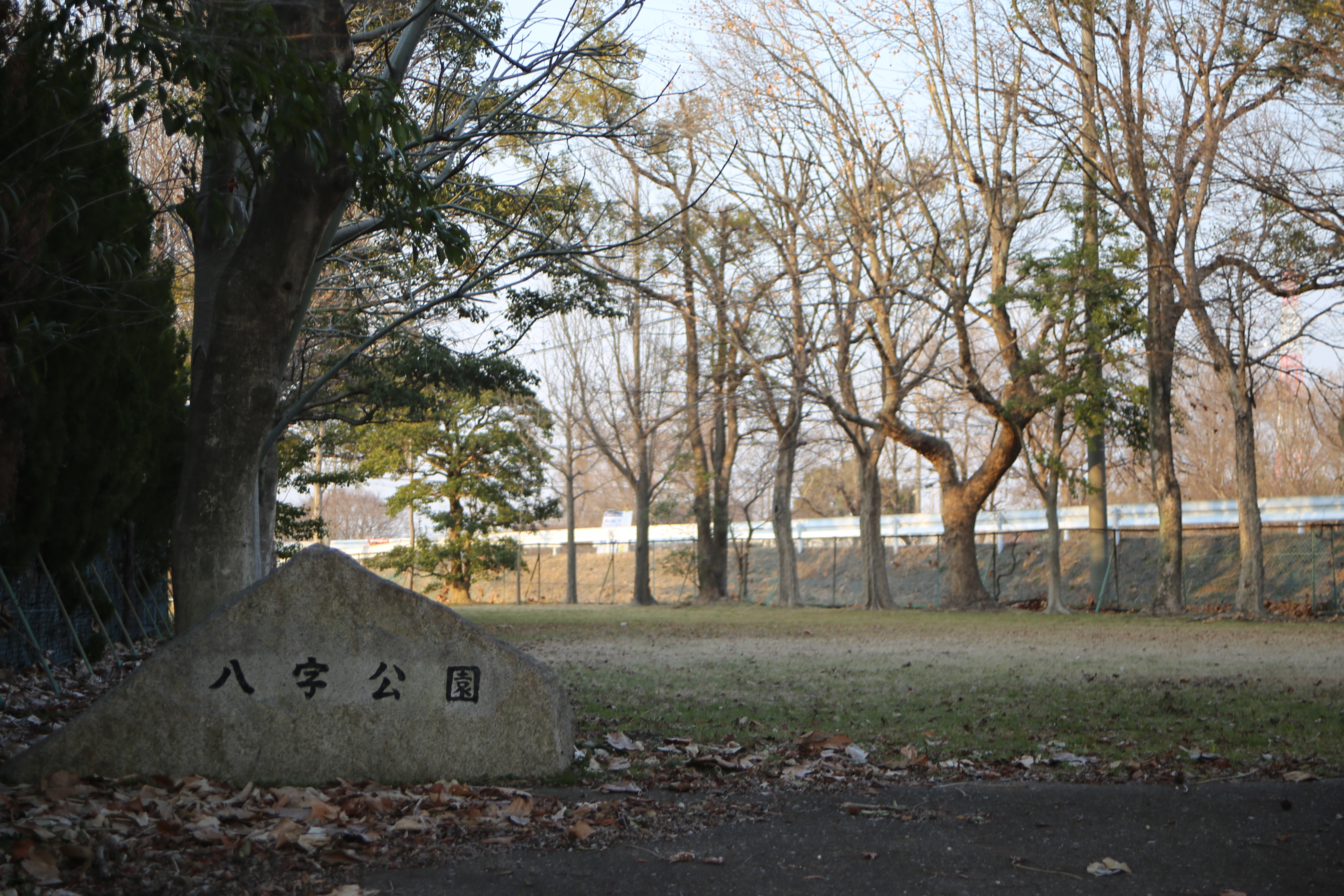
八字公園

## その他

### 日本郵便
- 郵便番号 : 455-0865[WEB 3]（集配局：名古屋港郵便局[WEB 10]）。

### WEB
1. ↑  “愛知県名古屋市港区の町丁・字一覧”.   人口統計ラボ. 2017年4月8日閲覧。
2. 1 2  “町・丁目(大字)別、年齢(10歳階級)別公簿人口(全市・区別)”.   名古屋市 (2019年3月20日). 2019年3月21日閲覧。
3. 1 2  “郵便番号”.  日本郵便. 2019年3月17日閲覧。
4. ↑  “市外局番の一覧”.   総務省. 2019年1月6日閲覧。
5. ↑  名古屋市役所市民経済局地域振興部住民課町名表示係 (2015年10月21日). “港区の町名一覧”.   名古屋市. 2020年11月15日閲覧。
6. ↑  “会社案内”.   福田工業. 2021年2月22日閲覧。
7. ↑  “市立小・中学校の通学区域一覧”.   名古屋市 (2018年11月10日). 2019年1月14日閲覧。
8. ↑  “平成29年度以降の愛知県公立高等学校（全日制課程）入学者選抜における通学区域並びに群及びグループ分け案について”.   愛知県教育委員会 (2015年2月16日). 2019年1月14日閲覧。
9. ↑  “都市公園の名称、位置及び区域並びに供用開始の期日” (2019年5月1日). 2019年11月3日閲覧。
10. ↑  “郵便番号簿 2018年度版” (PDF).   日本郵便. 2019年4月14日閲覧。

### 文献
1. 1 2  名古屋市計画局 1992, p. 843.
2. 1 2 3 4  「角川日本地名大辞典」編纂委員会 1989, p. 1533.
3. ↑  名古屋市計画局 1992, p. 531.